# واتسوف (ناحیه پراخاتیتسه)
واتسوف (به چکی: Vacov) یک منطقهٔ مسکونی در جمهوری چک است که در ناحیه پراخاتیتسه واقع شده‌است. واتسوف ۱٬۳۴۵ نفر جمعیت دارد.